# Strobilanthes maclurei
Strobilanthes maclurei är en akantusväxtart som beskrevs av Merrill. Strobilanthes maclurei ingår i släktet Strobilanthes och familjen akantusväxter. Inga underarter finns listade i Catalogue of Life.